# Литлфилд (Техас)
Литлфилд (англ. Littlefield) — город в США, расположенный в северо-западной части штата Техас, административный центр округа Лам. По данным переписи за 2010 год число жителей составляло 6372 человека, по оценке Бюро переписи США в 2016 году в городе проживало 6039 человек.

## История

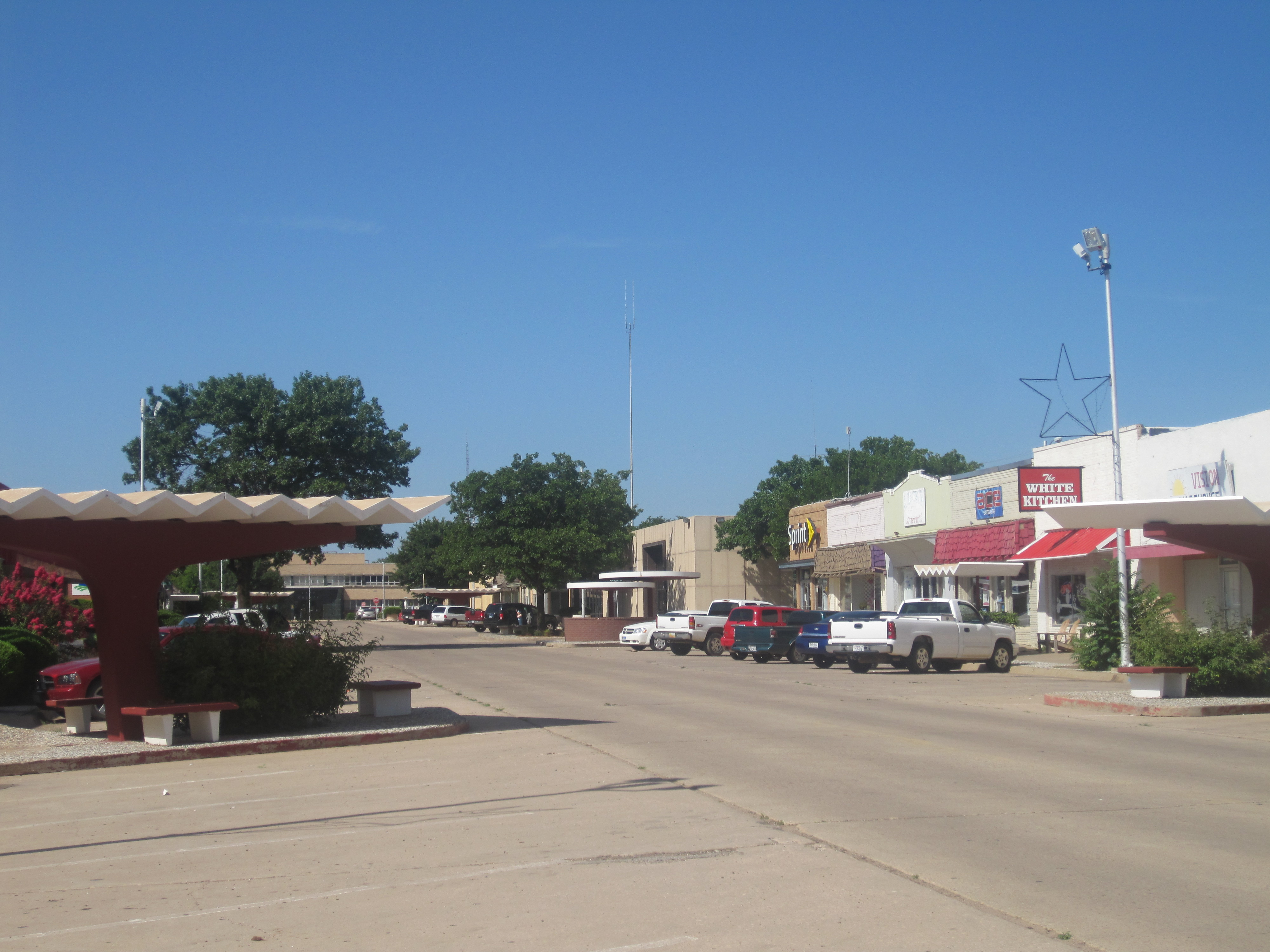
Часть центра Литлфилда.

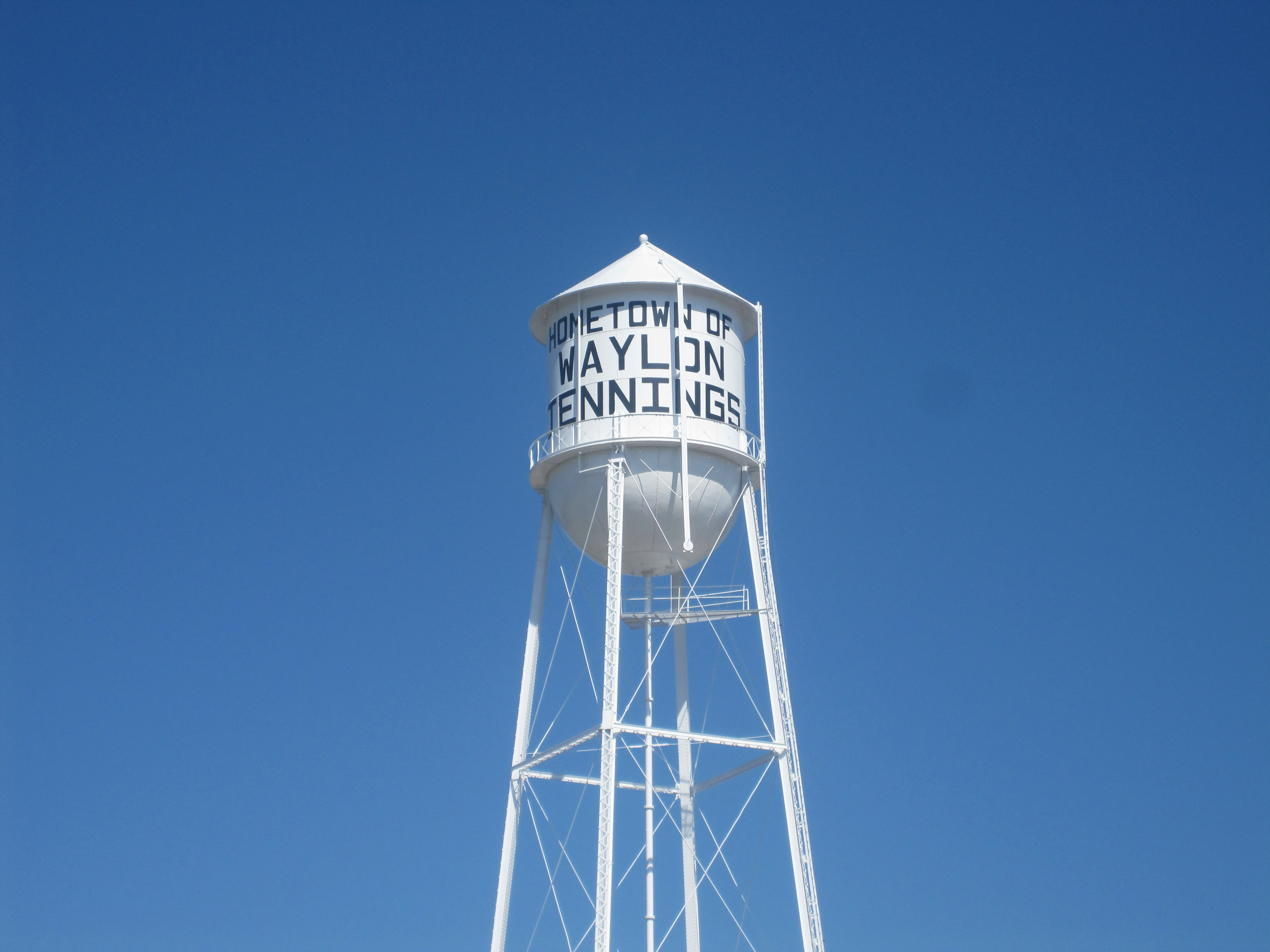
Водонапорная башня Литлфилда, с надписью о том, что город является родным для певца и композитора Уэйлона Дженнингса.

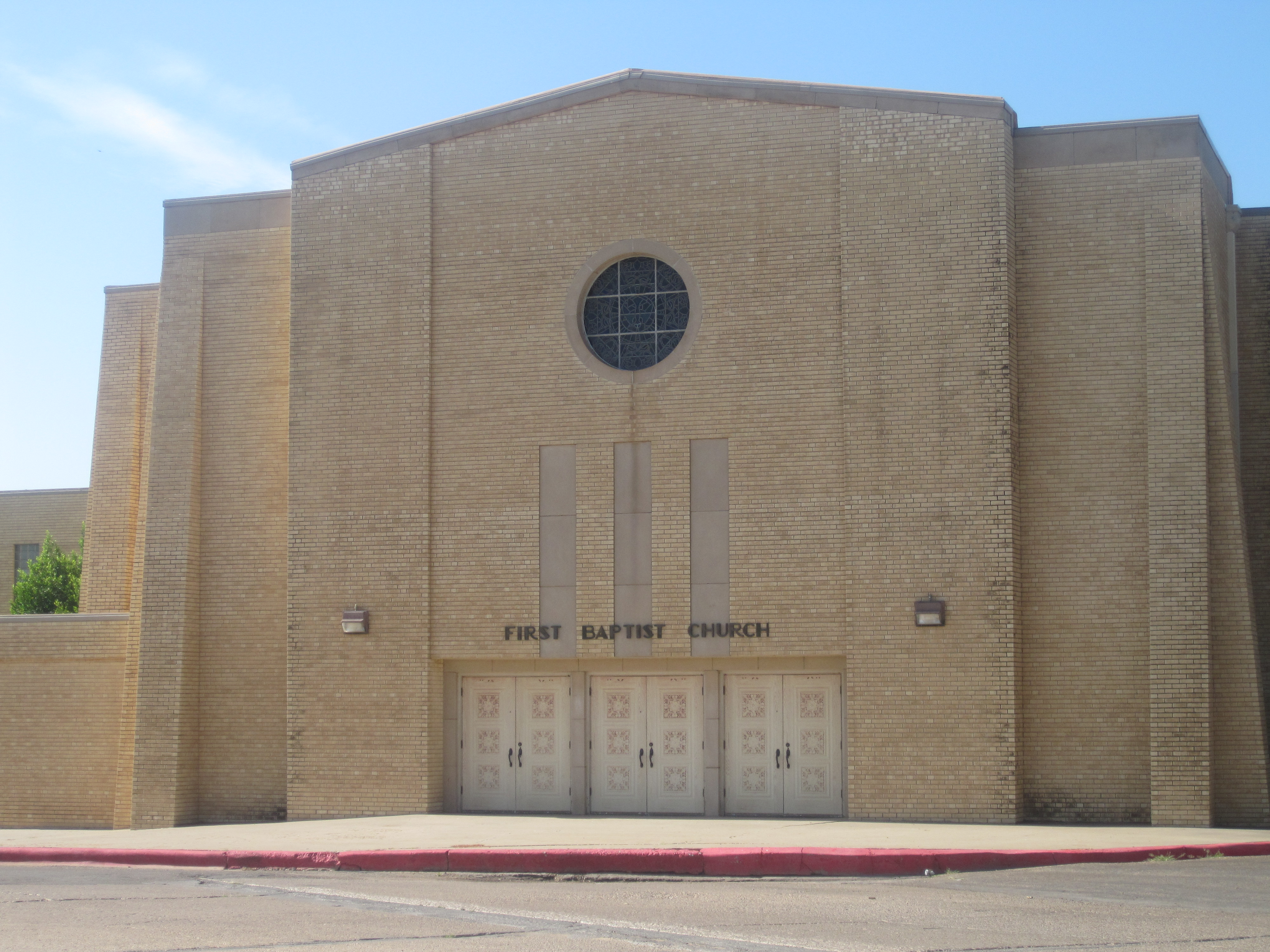
Первая баптистская церковь в центре города.

Город был назван в честь офицера армии КША и регента Техасского университета Джорджа Вашингтона Литтлфилда. В 1913 году на месте нынешнего города появилась станция железной дороги Panhandle and Santa Fe Railway, в том же году в поселении открылась школа. К 1915 году в Литлфилде работало несколько предприятий, в том числе банк и библиотека. В 1917 году начался выпуск газеты Lamb County News. В 1924 году город получил устав, началось формирование органов местной власти.
К 1930 году в городе работали зерновые элеваторы, хлопкоочистительные машины, мельницы хлопкового зерна, в 1935 году был построен госпиталь. В 1946 году Литлфилд был избран административным центром округа Лам. Основной отраслью в регионе является сельское хозяйство, фермы рядом с городом выращивают хлопок, сорго и овощи, работало предприятие по производству удобрений, в 1980-х годах была открыта текстильная фабрика. Район города в котором был найден фрагмент шаттла «Колумбия» после катастрофы в 2003 году является самым западным среди тех, где были найдены обломки.

## География
Литлфилд находится в центральной части округа, его координаты: 33°55′09″ с. ш. 102°20′06″ з. д..
Согласно данным бюро переписи США, площадь города составляет около 16,4 км2, полностью занятых сушей.

### Климат
Согласно классификации климатов Кёппена, в Литлфилде преобладает семиаридный климат умеренных широт (BSk).
| Показатель                    | Янв.  | Фев.  | Март  | Апр. | Май  | Июнь | Июль | Авг. | Сен. | Окт. | Нояб. | Дек.  | Год   |
| ----------------------------- | ----- | ----- | ----- | ---- | ---- | ---- | ---- | ---- | ---- | ---- | ----- | ----- | ----- |
| Абсолютный максимум, °C       | 25,6  | 30,6  | 30    | 37,2 | 39,4 | 41,7 | 43,3 | 38,9 | 37,8 | 34,4 | 28,3  | 25,6  | 43,3  |
| Средний суточный максимум, °C | 11,8  | 14,2  | 17,4  | 24,4 | 28,8 | 32,9 | 33,9 | 33,4 | 30,3 | 24,3 | 17,8  | 13,9  | 23,6  |
| Средняя температура, °C       | 3,1   | 5,9   | 8,4   | 15,1 | 20,3 | 24,7 | 26,1 | 25,5 | 21,8 | 15,9 | 9,3   | 5,6   | 15,2  |
| Средний суточный минимум, °C  | −5,4  | −2,8  | −0,7  | 5,7  | 11,9 | 16,3 | 18,3 | 17,6 | 13,4 | 7,4  | 0,9   | −2,7  | 6,7   |
| Абсолютный минимум, °C        | −25,6 | −21,1 | −13,9 | −7,2 | −0,6 | 6,7  | 11,7 | 10   | 3,3  | −3,3 | −13,3 | −15,6 | −25,6 |
| Норма осадков, мм             | 16    | 14    | 16    | 27   | 77   | 67   | 56   | 46   | 52   | 40   | 16    | 14    | 439   |
| Источник: weatherbase.com     |       |       |       |      |      |      |      |      |      |      |       |       |       |

## Население

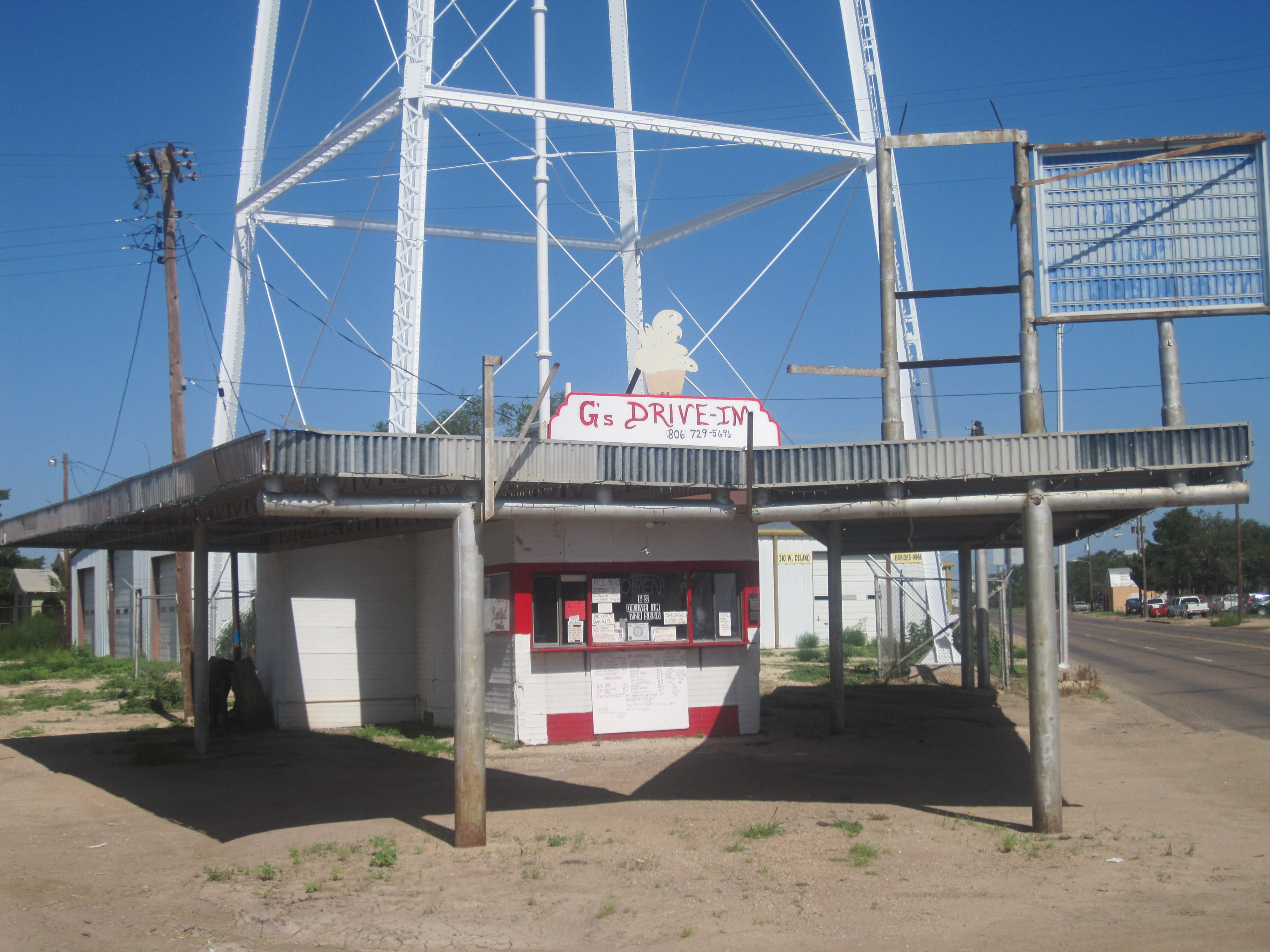
Авторесторан G's Drive-In в Литлфилде

Согласно переписи населения 2010 года в городе проживало 6372 человека, было 2318 домохозяйств и 1632 семьи. Расовый состав города: 74,1 % — белые, 6,2 % — афроамериканцы, 0,6 % — 
коренные жители США, 0,2 % — азиаты, 0 % (3 человека) — жители Гавайев или Океании, 16,3 % — другие расы, 2,5 % — две и более расы. Число испаноязычных жителей любых рас составило 54,7 %.
Из 2318 домохозяйств, в 38,5 % живут дети младше 18 лет. 49,2 % домохозяйств представляли собой совместно проживающие супружеские пары (20,3 % с детьми младше 18 лет), в 14,8 % домохозяйств женщины проживали без мужей, в 6,5 % 
домохозяйств мужчины проживали без жён, 29,6 % домохозяйств не являлись семьями. В 25,6 % домохозяйств проживал только один человек, 11,9 % составляли одинокие пожилые люди (старше 65 лет). Средний размер домохозяйства составлял 2,71 человека. Средний размер семьи — 3,26 человека.
Население города по возрастному диапазону распределилось следующим образом: 32,1 % — жители младше 20 лет, 23,7 % находятся в возрасте от 20 до 39, 30 % — от 40 до 64, 14,4 % — 65 лет и старше. Средний возраст составляет 34,1 года.
Согласно данным опросов пяти лет с 2012 по 2016 годы, медианный доход домохозяйства в Литлфилде составляет 40 793 доллара США в год, медианный доход семьи — 50 692 доллара. Доход на душу населения в городе составляет 18 729 долларов. Около 17,6 % семей и 20,4 % населения находятся за чертой бедности. В том числе 28,7 % в возрасте до 18 лет и 16,3 % старше 65 лет.

## Местное управление

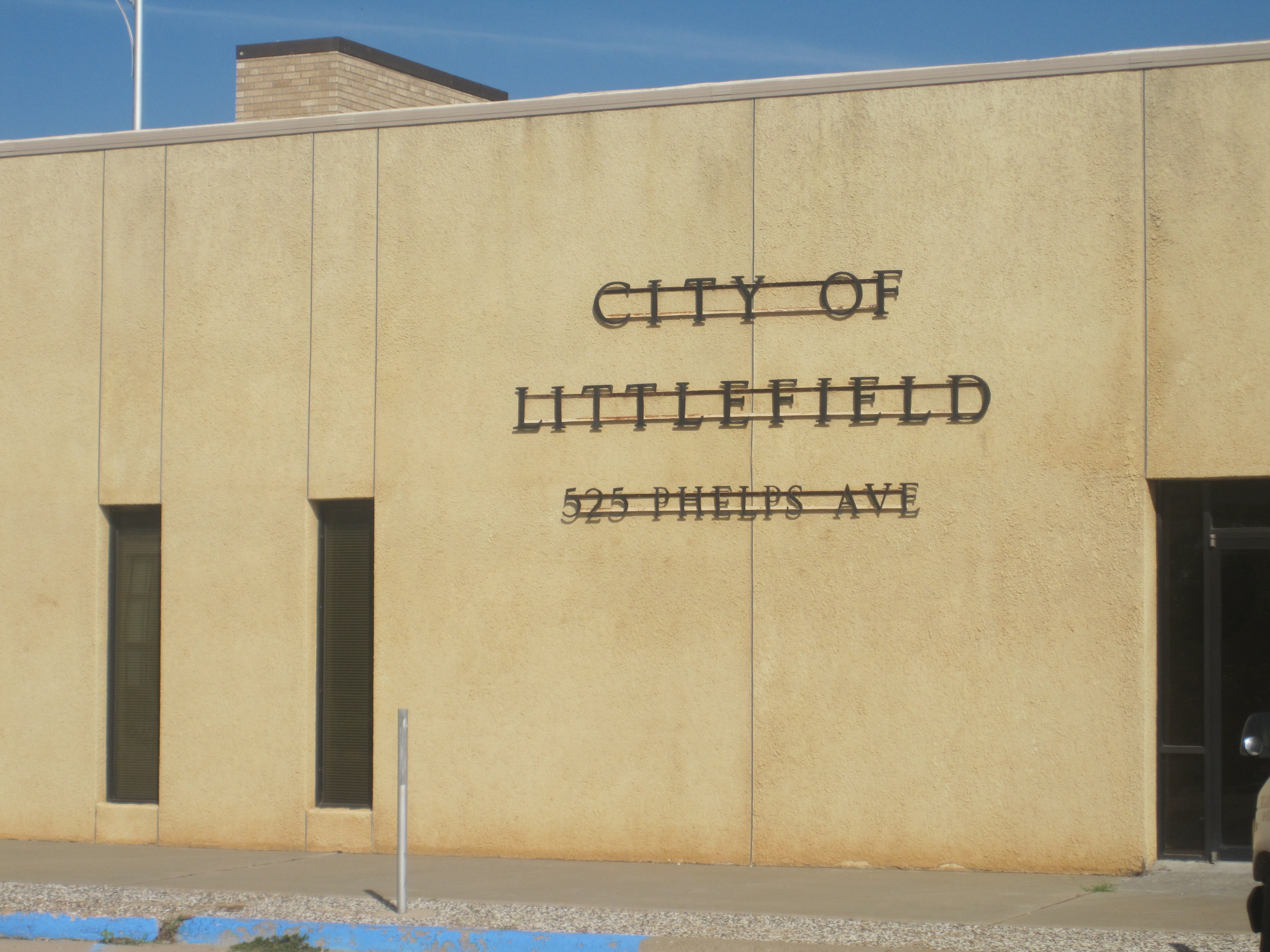
Муниципальное здание Литлфилда

Управление городом осуществляется мэром и городским советом, состоящим из 4 человек. Один из членов совета выбирается заместителем мэра.

## Инфраструктура и транспорт
Основными автомагистралями, проходящими через Литлфилд, являются:
- автомагистраль 84 США идёт с северо-запада от Мьюлшу на юго-восток к Лаббоку.
- автомагистраль 385 США идёт с севера от Диммитта на юг к Левелленду.
- автомагистраль 430 штата Техас проходит через центр Литлфилда, начинается и заканчивается на пересечениях с US 84 с обоих концов города.

В городе располагается муниципальный аэропорт Тейлора Брауна в Литлфилде. Аэропорт располагает двумя взлётно-посадочными полосами длиной 1226 и 766 метров. Ближайшим аэропортом, выполняющим коммерческие рейсы, является международный аэропорт Престона Смита в Лаббоке. Аэропорт находится примерно в 60 километрах к юго-востоку от Литлфилда.

## Образование
Город обслуживается независимым школьным округом Литлфилд. Высшее образование жители города могут получить в колледже Саут-Плейнс, находящемся в близлежащем Левелленде.

## Экономика
Согласно финансовому аудиту за 2017-2018 финансовый год, Литлфилд владел активами на $21,92 млн, долговые обязательства города составляли $10,1 млн. Доходы города составили $8,26 млн, расходы города — $6,46 млн.

## Отдых и развлечения

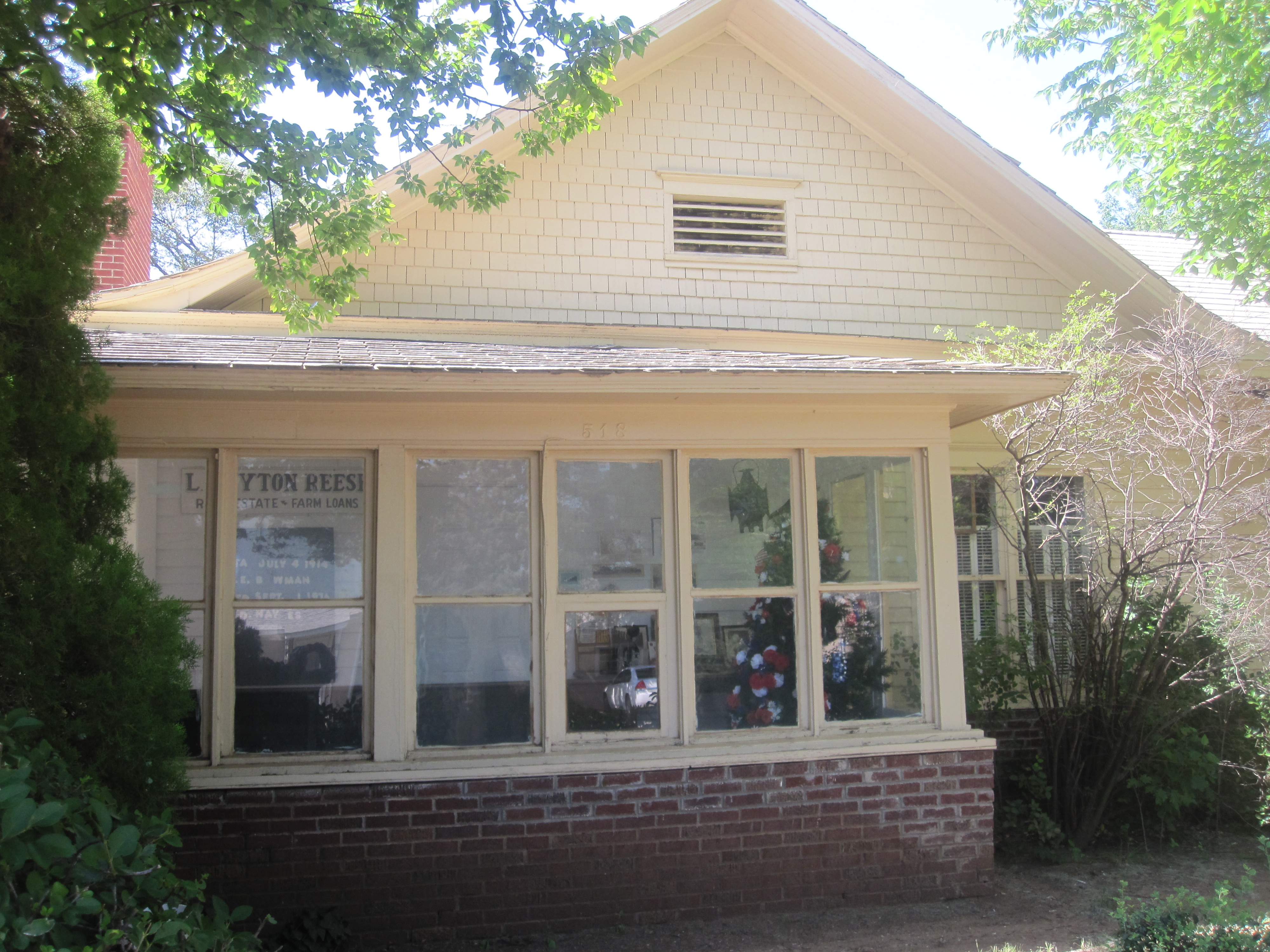
Музей Littlefield Lands/Duggan House Museum

В городе находится дом-музей Lands Duggan House.
8 километрах к западу находится озеро Булл, популярное место кемпинга и рыбалки.